# Onondaga

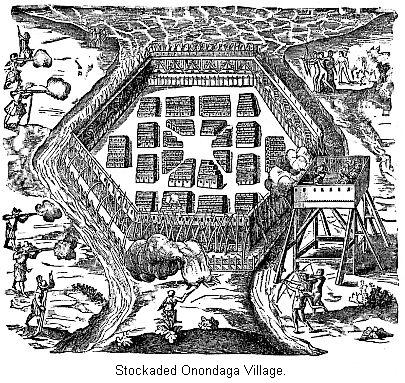
Dibujo de Samuel de Champlain de su ataque a una villa onondaga.

Los onondaga son una nación de la Confederación Iroquesa, cuyo nombre significa “montañés”. Vivían en las márgenes del lago Onondaga (Nueva York). Hoy tienen una reserva en Siracusa (Nueva York) y otros viven en Grand River (Ontario).
Quizá eran unos 3000 en el siglo XVIII, pero en 1960 eran 1107 en Nueva York y otros en Ontario. En 1970 eran 800 en Nueva York y 900 en Ontario. Según Asher eran 1500, de los cuales 100 todavía hablaban la lengua. Según el censo de los EE. UU. de 2000, había 3205 registrados como onondaga, y un número indeterminado en Canadá.
En 2001 el Gobierno de los Estados Unidos declaró a los onondaga "patrimonio nacional inmaterial", dentro del Área patrimonio nacional Niagara Falls («Niagara Falls National Heritage Area»)

## Lista de onondagas
- Oren Lyons
- Hiawatha